# 小森園綾子
小森園 綾子（こもりその あやこ、神保 綾子〈じんぼう あやこ〉、1930年 - 1994年1月）は、日本の洋画家。鹿児島県とパリで活動。

## 経歴
鹿児島県出身。鹿児島県立甲南高等学校で美術部に所属。同高校から東京都の女子美術大学に進学。東京では春田安喜子のアパートに住み込みで師事。また、海老原喜之助、吉井淳二の知遇も得て師事する。1954年に女子美術大学を卒業し、教師となる。
1953年と1954年に独立展入選。1954年の第9回南日本美術展で奨励賞受賞。1955年から1962年まで二科展入選。1958年の第13回南日本美術展で県知事賞（最高賞）受賞。1961年、二科会のパリ留学生に選ばれ、1962年にフランスへ渡る。1967年再度フランス・パリへ渡り、留学時代の恋人を夫として結婚。最終的に18年間パリで制作活動をおこない、南日本美術展のパリ留学生の世話役として故郷鹿児島の洋画振興にも貢献。パリから帰郷の後、1994年1月に逝去。